# レモン石鹸
レモン石鹸（レモンせっけん）とは、レモンの形と色を模した石鹸である。レモン精油などのレモン由来の香料を香りづけに配合したもののほか、レモン風の合成香料を使用したものがある。

## 概要
石鹸にレモン香料を配合して香りづけすることは古くから行われ、イギリスの老舗石鹸ブランドBronnleyもレモン精油を配合した石鹸を販売しているほか、日本でも1900年代には製造法が伝わっている。
遅くとも1930年代には、日本では、レモンを模した形・色でレモンの香りをする石鹸を指してレモン石鹸ということが一般的となり、1968年時点でレモン石鹸を製造するメーカーが18社あった。串間努の調査によれば、日本でレモン石鹸が普及した経緯は定かではなく、日本石鹸洗剤工業会も歴史的経緯を不明としているが、レモン香料を配合することで品質の低い油脂を原料にした場合でも油脂由来の臭いが目立たなくなるため、中小石鹸メーカー各社に伝播していったのではないかとしている。
レモン石鹸は比較的安価に製造が可能であるため業務用の化粧石鹸として普及し、1966年から始まった「手洗い運動」の影響も受け、全国各地の小学校・中学校で広く使用されるようになった。
レモン石鹸の中には、レモン由来の香料ではなく、合成香料を使用したものもあり、合成レモンの表示問題に端を発してレモン石鹸についても原料表示の問題が議論され、化粧石鹸に関する公正競争規約の制定にも影響を与えた。

## 製造元
- カネヨ石鹸 -「カネヨレモン石けん」
- クロバーコーポレーション -「クロバーレモン石鹸」
- フェニックス（皆様石鹸）[8]-「レモン石けん」
- ミヨシ石鹸 -「ミヨシレモンソープ」

生産終了
- マックス -「MAXレモン石鹸」
- NSファーファ・ジャパン（ニッサン石鹸）-「レモン石鹸」
- 玉の肌石鹸 -「玉の肌レモンソープ」